# Nørre Alslev
Nørre Alslev é um município da Dinamarca, localizado na região sul, no condado de Storstrom.
O município tem uma área de 181 km² e uma  população de 9 542 habitantes, segundo o censo de 2004.